# PSR B1257+12 B
PSR B1257+12 c, alternativno označena sa PSR B1257+12 B, takođe nazvana  Poltergajst, je ekstrasolarna planeta udaljena približno 2.300 svetlosnih godina u sazvežđu Devica. To je bila jedna od prvih planeta ikad otkrivenih izvan Solarnog sistema, i jedna je od tri pulsirajuće planete za koje je poznato da kruže oko pulsara PSR B1257+12.
Preko četiri puta je masivnija od Zemlje. Ona kruži oko svog primarnog objekta na udaljenosti od 0,36 AU sa orbitalnim periodom od približno 66 dana. Budući da ona i Fobetor imaju vrlo slične mase i orbitiraju blizu jedan drugog, očekivalo se da će izazvati merljive perturbacijé u međusobnim orbitama. Otkrivanje takvih poremećaja potvrdilo je da su planete stvarne. Tačne mase dve planete, kao i njihovi nagibi, izračunati su na osnovu toga koliko planete uznemiruju jedna drugu.

## Nomenklatura
Konvencija koja je nastala radi označavanje pulsara sastojala se od upotrebe slova PSR (engl. Pulsating Source of Radio, pulsirajući izvor radija), praćeno rektascenzijom pulsara i stepenom deklinacije. Savremena konvencija koristi prefikse starijih brojeva sa B značenjem koordinate za epohu 1950.0. Svi novi nazivi pulsara sadrže J koje označava 2000.0 koordinate, a takođe sadrži deklinaciju uključujući minute. Pulsari koji su otkriveni pre 1993. godine, imaju tendenciju da zadrže u B imena umesto onih sa J, mada svi pulsari imaju J ime koje pruža preciznije koordinate njihovog položaja na nebu.
Prilikom otkrića, planeta je dobila oznaku PSR 1257+12 B, a kasnije PSR B1257+12 B. Ona je otkrivena pre uspostavljanja konvencije da ekstrasolarne planete dobijaju oznake koje se sastoje od imena njihove zvezde praćenog malim rimskim slovima koja počinju od „b“. Međutim, ona je navedena pod kasnijom konvencijom u astronomskim bazama podataka, kao što su SIMBAD i Enciklopedija ekstrasolarnih planeta. Otuda i oznaka PSR B1257+12 c.
U julu 2014. godine, Međunarodna astronomska unija pokrenula je postupak davanja vlastitih imena određenim egzoplanetama i njihovim zvezdama domaćinima. Proces je uključivao javno nominiranje i glasanje za nova imena. U decembru 2015, IAU je objavila pobedničko ime Poltergajst za ovu planetu. Pobedničko ime podneo je Planetarijum Sudtirol Alto Adige u Karnedu, Italija. Poltergajst je naziv za natprirodna bića koja stvaraju fizičke poremećaje, od nemačkog za „bučni duh”.

## Literatura
- Wolszczan, A.; Frail, D. (1992). „A planetary system around the millisecond pulsar PSR1257 + 12”. Nature. 355 (6356): 145—147. Bibcode:1992Natur.355..145W. doi:10.1038/355145a0.
- Boss, Alan (2009). The Crowded Universe: The Search for Living Planets. Basic Books. Bibcode:2009cusl.book.....B.  978-0-465-00936-7 (Hardback);  978-0-465-02039-3 (Paperback).
- Dorminey, Bruce (2001). Distant Wanderers. Springer-Verlag.  978-0-387-95074-7 (Hardback);  978-1-4419-2872-6 (Paperback).
- Jayawardhana, Ray (2011). Strange New Worlds: The Search for Alien Planets and Life beyond Our Solar System. Princeton, NJ: Princeton University Press.  978-0-691-14254-8 (Hardcover).
- Perryman, Michael (2011). The Exoplanet Handbook. Cambridge University Press. ISBN 978-0-521-76559-6.
- Seager, Sara, ур. (2011). Exoplanets. University of Arizona Press.  978-0-8165-2945-2.
- Villard, Ray; Cook, Lynette R. (2005). Infinite Worlds: An Illustrated Voyage to Planets Beyond Our Sun. University of California Press.  978-0-520-23710-0.
- Yaqoob, Tahir (2011). Exoplanets and Alien Solar Systems. New Earth Labs (Education and Outreach).  978-0-9741689-2-0 (Paperback).
- van Dishoeck, Ewine F.; Bergin, Edwin A.; Lis, Dariusz C.; Lunine, Jonathan I. (2014). „Water: From Clouds to Planets”. Protostars and Planets VI. Protostars and Planets Vi. стр. 835. Bibcode:2014prpl.conf..835V. ISBN 978-0-8165-3124-0. S2CID 55875067. arXiv:1401.8103 . doi:10.2458/azu_uapress_9780816531240-ch036.
- Wolszczan, A. (1994). „Confirmation of Earth Mass Planets Orbiting the Millisecond Pulsar PSR B1257+12” (PDF). Science. 264 (5158): 538—542. Bibcode:1994Sci...264..538W. PMID 17732735. S2CID 19621191. doi:10.1126/science.264.5158.538. Архивирано из оригинала (PDF) 20. 7. 2011. г.
- Wolszczan, A.;  . (2000). „Timing Observations of Four Millisecond Pulsars with the Arecibo and Effelsberg Radio Telescopes”. The Astrophysical Journal. 528 (2): 907—912. Bibcode:2000ApJ...528..907W. doi:10.1086/308206 .
- Salter, C. (2001). „Radio Astronomy Highlights” (PDF). Arecibo Newsletter (33). Архивирано из оригинала (PDF) 19. 12. 2008. г. Приступљено 25. 06. 2023.
- „IAU Catalog of Star Names”. Приступљено 28. 7. 2016.
- Hessman, F. V.; Dhillon, V. S.; Winget, D. E.; Schreiber, M. R.; Horne, K.; Marsh, T. R.; Guenther, E.; Schwope, A.; Heber, U. (2010). „On the naming convention used for multiple star systems and extrasolar planets”. arXiv:1012.0707  [astro-ph.SR].
- „NameExoWorlds”. nameexoworlds.iau.org. Архивирано из оригинала 15. 8. 2015. г. Приступљено 5. 10. 2017.
- „IAU Working Group on Star Names (WGSN)”. Архивирано из оригинала 13. 05. 2020. г. Приступљено 22. 5. 2016.
- „Bulletin of the IAU Working Group on Star Names, No. 1” (PDF). Приступљено 28. 7. 2016.
- „Pulsar Planets”. Архивирано из оригинала 30. 12. 2005. г.
- Wolszczan, A.; Frail, D. (1992). „A planetary system around the millisecond pulsar PSR1257 + 12”. Nature. 355 (6356): 145—147. Bibcode:1992Natur.355..145W. S2CID 4260368. doi:10.1038/355145a0.
- Podsiadlowski, P. (1993). „Planet Formation Scenarios”. Planets Around Pulsars; Proceedings of the Conference. Planets Around Pulsars. 36. California Institute of Technology. стр. 149—165. Bibcode:1993ASPC...36..149P.
- Keränen, P.; Ouyed, R. (2003). „Planets orbiting Quark Nova compact remnants”. Astronomy and Astrophysics. 407 (3): L51—L54. Bibcode:2003A&A...407L..51K. S2CID 18748570. arXiv:astro-ph/0301574 . doi:10.1051/0004-6361:20030957.
- Wolszczan, Alex (1997). „The Pulsar Planets Update”. Planets Beyond the Solar System and the Next Generation of Space Missions. Proceedings of a workshop held at Space Telescope Science Institute, Baltimore, MD, 16–18 October 1996. ASP Conference Series, Vol. 119. Astronomical Society of the Pacific. стр. 135. Bibcode:1997ASPC..119..135W.
- Fischer, Daniel (25. 10. 2002). „A comet orbiting a pulsar?”. The Cosmic Mirror (244).
- „Smallest extra-solar planet found”. BBC News. 14. 2. 2005.
- Wolszczan, Alex (јануар 2012). „Discovery of pulsar planets”. New Astronomy Reviews. Elsevier. 56 (1): 2—8. Bibcode:2012NewAR..56....2W. doi:10.1016/j.newar.2011.06.002.
- „Scientists announce smallest extra-solar planet yet discovered” (Саопштење). Pennsylvania State University. 2005. Архивирано из оригинала 12. 10. 2008. г.

## Spoljašnje veze
- PSR 1257+12 on The Extrasolar Planets Encyclopaedia
- Britt, Robert Roy (29. 5. 2003). „A World With Two Suns”. SPACE.com.
- Lytle, Wayne (1992). "Does This Pulsar Have Orbiting Planets?". Cornell Theory Center